# スヴェンソン
株式会社スヴェンソン（英: SVENSON CO., LTD.）は、増髪製品やウィッグ、ヘアケア製品を製造販売しているドイツ発祥の企業。2015年10月より代表取締役会長は児玉圭司、代表取締役社長は児玉義則が就任。

## 概要
男性向けの主力商品、特許番号第6671534号技術のヘアウィービングシステム（編み込み式増髪法）は、特殊な3本の糸だけを使って頭髪部分に毛髪製品編み込んでいくスヴェンソン独自の技術。
金具や接着剤を使う従来の増髪法より、ご自身の頭皮に負担が少なく、24時間着脱不要という点では、実際に生活したときの「安心感や快適さ」という点で大変実用的である。実際に自社製品を使用しているコンシェルジュ（営業担当者）も多く、実体験に基づいたアドバイスを得意とする。
また、抗癌剤投与等により脱毛した患者のための医療用ウィッグも製造販売している。
近年は患者の外見ケアのサポートとしてウイッグだけではなく、治療中の生活に必要なアイテムの販売や、患者やその家族の心のケアとしてがん哲学外来メディカルカフェ開催の場として、店舗の一角を提供する活動も行っている。
ヘアケア製品の販売としては「レフィーネ」を2006年より展開しており、主力商品としてレフィーネ ヘッドスパトリートメントカラーを扱う。
岸川聖也（卓球選手）が所属契約を2006年4月1日から2009年3月31日までの3年間結んでいた。水谷隼（卓球選手）が所属契約を2012年4月1日から1年間結んでいた。2016年1月1日には丹羽孝希（卓球選手）とスポンサー契約を締結し、2017年4月1日には所属契約を締結。2024年1月に契約満了した。
会長の児玉圭司は世界卓球選手権大会の日本代表に選ばれた後、日本代表選手団監督を務め、現在は明治大学体育会卓球部名誉総監督、日本学生卓球連盟名誉会長を務めている。卓球人・経営者・社会貢献としての3つの功績を讃えられ、2023年11月に「旭日双光章」を受章した。
「スベンソン」と慣用表記される場合もあるが、企業名としてはあくまで「スヴェンソン」が正しい。

## 沿革
- 1984年2月 - ドイツ企業であるSvenson-Unternehmensbeteigungs‐GMGHのローランド メリンガー社長が、東京都港区赤坂7丁目にあるドイツ文化会館内に日本法人の「スヴェンソン」を設立。 同所在地に1号店となる赤坂スタジオをオープン。
- 1985年9月 - スヴェンソン代表取締役社長に児玉圭司が就任。
- 1986年10月 - 2店舗目となる大阪スタジオをオープン。
- 1991年6月 - 全社員が一堂に会す｢全体ミーティング｣を初開催。
- 1993年2月 - 中部地方では同社初となる名古屋スタジオをオープン。
- 1993年4月 - 北海道では同社初となる札幌スタジオをオープン。
- 1997年9月 - 株式会社コシノジュンコデザインオフィス（現JUNKO KOSHINO株式会社）と業務提携をし、モードウィッグ｢Jeu de Junko｣を販売。
- 1998年1月 - 全社員参加のボランティア活動を開始。以後、年2回（1月、7月）実施。
- 2000年10月 - 本社オフィスをドイツ文化会館から三会堂ビルに移転。
- 2001年9月 - 株式会社じゃねっとを買収。
- 2003年4月 - レディス事業部新設に伴い、女性用ウィッグの販売を本格スタートする。 併せて医療用ウィッグの販売をスタート。病院との提携を進める。
- 2004年7月 - 同社で初めての女性専用店舗として銀座サロンオープン。
- 2006年4月 - 通販ショップ｢髪染め専門店レフィーネ｣オープン。 ヘアケア商品｢レフィーネ｣発売開始。
- 2006年12月 - レフィーネが楽天市場カラーリング部門160週連続1位獲得（2010年1月まで）。
- 2008年1月 - 通販ショップの白髪染め専門店レフィーネが、楽天市場『ショップ・オブ・ザ・イヤー2007』新人賞受賞。
- 2008年4月 - 通販ショップ｢白髪染め専門店レフィーネ｣に改名。
- 2008年10月 - 鹿児島県の相良病院1階に初の病院内店舗となる、さがらヘアケアステーションをオープン。
- 2009年6月 - 増髪ではなく自毛のカットで薄毛を解消する新サービス｢マイヘアソリューション｣を展開。
- 2010年7月 - 新育毛メニュー「TIスカルプコントロール」展開。
- 2010年8月 - 女性がん患者向け総合通販サイト「QOL-STATION SHOP」をオープン。
- 2010年10月 - 脱毛患者様向けの帽子｢HEART & HAT（ハート＆ハット）」シリーズをコシノジュンコ監修のもと開発。
- 2011年9月 - 女性がん患者向け総合通販サイトQOL STATION SHOPが旧名称となる｢PreSta for you｣としてリニューアルオープン。
- 2011年11月 - ヘアケア商品｢レフィーネ ヘッドスパ トリートメントカラー｣発売スタート。
- 2013年8月 - 横浜にマイヘアソリューション専門店 ｢MY HAIR WILL｣を オープン。
- 2013年7月 - 新百合ヶ丘サロンで、同社初のがん哲学外来「メディカル・カフェ」をスタート。
- 2014年7月 - 患者に役に立つ情報を集めたコミュニティマガジン「マッセル」発行。全国の病院に配布。
- 2015年7月 - 「ヘアラインプレミア」のサービス展開スタート。
- 2015年1月 - 円形脱毛症・部分脱毛むけの新シリコンテープで装着する商品｢スポットヘア｣発売スタート。
- 2015年6月 - 同社の医療用ウィッグが経済産業省 JIS Q 1000 に基づく規格の検査基準をクリアし、自己適合宣言をする。
- 2015年10月1日 - 児玉義則が取締役副社長から代表取締役社長に就任、児玉圭司が代表取締役社長から代表取締役会長に就任。
- 2016年1月1日 - 丹羽孝希（卓球選手）と5年間のスポンサー契約を締結。
- 2017年4月1日 - 株式会社スヴェンソンスポーツマーケティングを設立。
- 2017年4月1日 - 卓球男子日本代表 丹羽孝希（卓球選手）と所属契約を締結。
- 2017年9月 - 株式会社OEMがグループに参画。
- 2018年4月 - 持株会社体制への移行に伴い株式会社スヴェンソンホールディングスを設立。
- 2018年4月 - 株式会社スヴェンソンプロパティズを設立。
- 2019年11月 - 株式会社エアリーがグループに参画。
- 2019年11月 - 株式会社クオリテート・ロジスティクスがグループに参画。
- 2020年3月 ‐ 新サービス「pfle CARE（プフレケア）」提供スタート。
- 2020年7月 ‐ 新商品「消毒・洗浄ハンドジェル　ハンド タイム エチケット」発売スタート。
- 2020年8月 ‐ 丹羽孝希（卓球選手） と所属契約を更新
- 2020年10月 ‐ レディス医療用ウィッグ 定額制プランのサービスをスタート。
- 2020年10月 ‐ 新サービス「エクステ増毛・ウィッグ増毛」の2段階増髪セットプランのサービスをスタート。
- 2021年1月 ‐ 新商品「爪にやさしいネイルコンシーラー」発売スタート。
- 2021年1月 ‐ 女性用ファッションウィッグの定額制プランのサービスをスタート。
- 2021年4月 ‐ 通販ショップ「MEN’S SVENSON オンラインストア」をオープン。
- 2021年5月 ‐ MEIQUEシリーズ「まつげがRAKUDA」 初の国外販売をスタート。
- 2022年1月 ‐ 『ヒゲ脱毛』サービスをスタート。
- 2022年2月 ‐ スヴェンソンホールディングス本社移転
- 2022年7月 ‐ 通販ショップ「レディススヴェンソンストア」が楽天市場にオープン。
- 2022年10月 ‐ 子育てサポート企業の「くるみんマーク認定」を取得。
- 2023年3月 ‐ へアサロン「TAYA」と業務提携を締結。
- 2023年3月 ‐ 新商品「ヘアライズ　スカルプローラー」発売スタート。
- 2023年4月 ‐ 新商品「シンプルウィッグ」発売スタート。
- 2023年4月 ‐ 新商品「レフィーネ ヘッドスパ カラークリームシャンプー」発売スタート。
- 2023年9月 - 新商品 ウィッグデザイナー礒辺館嘉彦氏プロデュース「ジュエリーカラー」「ルフレ カスタムオーダー」発売スタート。
- 2023年9月 - 抗がん剤治療副作用ケアの総合公式通販サイトを現在の名称となる「PreSta（プレスタ）」としてリニューアルオープン。
- 2023年10月 - 株式会社Solonを設立。
- 2023年11月 - 代表取締役会長 児玉圭司が「旭日双光章」を受章。
- 2024年1月 - 丹羽孝希（卓球選手）との所属契約が満了。
- 2024年2月 - 株式会社スヴェンソン創業40周年。
- 2024年10月 ⁻ 株式会社スポーツマーケティングが「株式会社Ｔ４」へ社名変更。
- 2024年10月 ⁻ 株式会社タクティブ 代表取締役社長に鈴木大地が就任
- 2024年12月 ⁻ 株式会社スヴェンソンコスメティックスを設立。
- 2024年12月 ⁻ ヘアカラートリートメントなどを展開する「フラガール」ブランドを事業譲受。
- 2025年1月 ⁻ 株式会社エヌ・アイ・アイがグループに参画。
- 2025年4月 ⁻ 株式会社じゃねっとと株式会社エアリーが合併。株式会社じゃねっとが存続会社となる。
- 2025年4月 ⁻ 株式会社スヴェンソンホールディングスと株式会社スヴェンソンが合併[6]。株式会社スヴェンソンが存続会社となる。

## その他
2022年より安田顕がCMに出演。